# Darul Aman (Permata)
Darul Aman is een bestuurslaag in het regentschap Bener Meriah van de provincie Atjeh, Indonesië. Darul Aman telt 527 inwoners (volkstelling 2010).